# En (tipografia)
Una en è una unità di misura tipografica corrispondente a metà di una em. Per definizione misura la metà della dimensione del carattere tipografico (ad esempio in font di 16 punti vale 8 punti). Come il nome stesso suggerisce corrispondente alla larghezza di una "N".
La lineetta en (–) e lo spazio en ( ) sono entrambi larghi una en. In inglese il trattino en è usato per indicare degli intervalli inclusivi (ad esempio "pagine 12–17" o "agosto 7, 1988–novembre 26, 2005").